# Jerzy Marchwiński

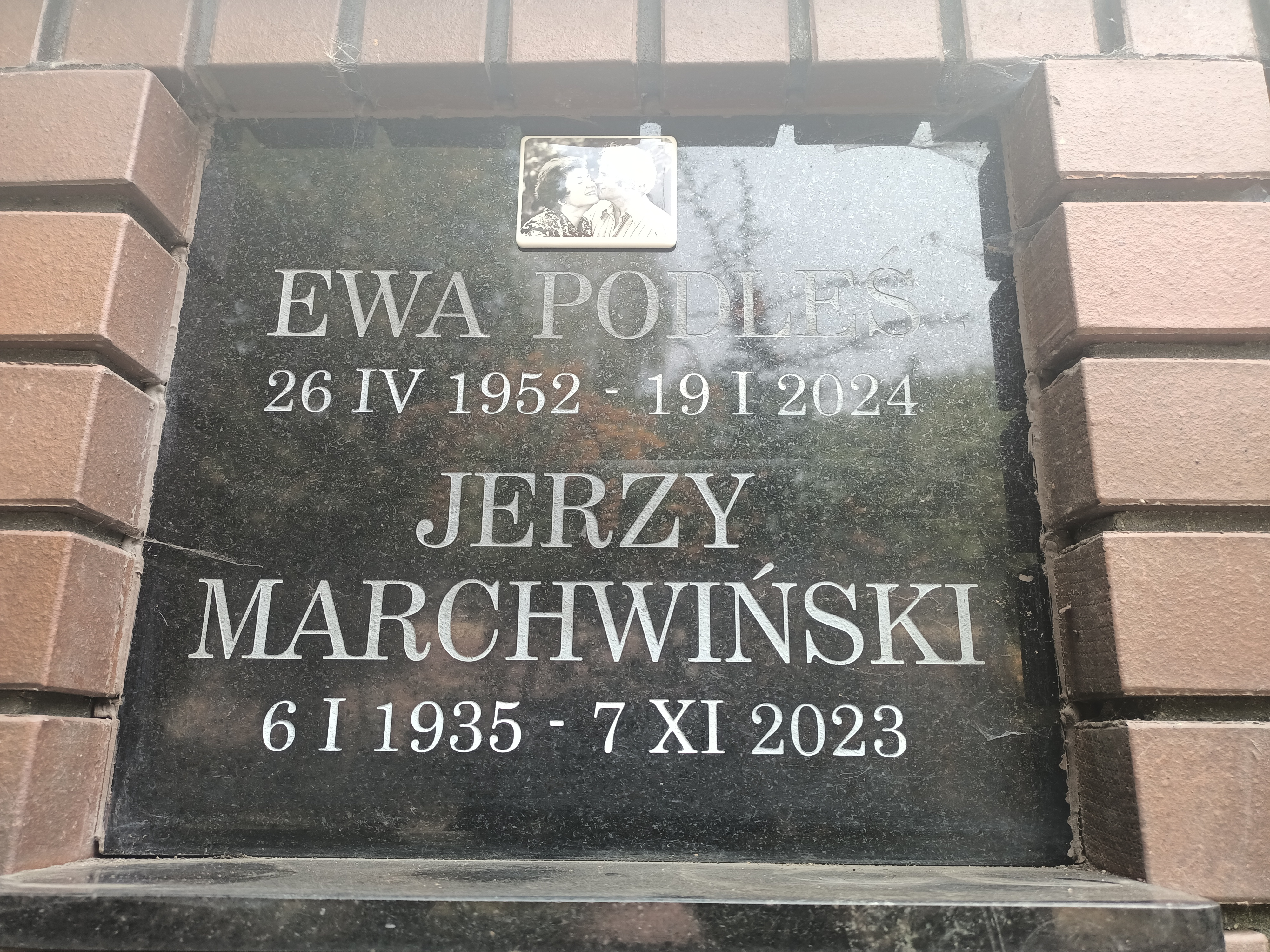
Grób Ewy Podleś i Jerzego Marchwińskiego na Cmentarzu Powązkowskim

Jerzy Władysław Marchwiński (ur. 6 stycznia 1935 w Truskolasach koło Częstochowy, zm. 7 listopada 2023 w Warszawie) – polski pianista, kameralista i pedagog.

## Przebieg działalności zawodowej

### Wykształcenie
Jerzy Marchwiński rozpoczął naukę muzyki u ojca – organisty. Jest absolwentem Państwowej Szkoły Muzycznej II stopnia w Częstochowie, w klasie fortepianu Stefanii Borkowskiej-Potemskiej (dyplom 1952). Wyższe studia muzyczne odbył w Państwowej Wyższej Szkole Muzycznej (obecnie Uniwersytet Muzyczny Fryderyka Chopina) w Warszawie, w klasie fortepianu Marii Wiłkomirskiej oraz w klasie kameralistyki fortepianowej Kiejstuta Bacewicza. Dyplom magistra sztuki uzyskał w 1958 roku. Doskonalił się pod kierunkiem Carla Zecchiego w Salzburgu i Taorminie.

### Działalność artystyczna
Jerzy Marchwiński zaliczany był do grona najwybitniejszych polskich pianistów i kameralistów. Jako pianista realizował się przede wszystkim na gruncie kameralistyki. W latach 1974–1981 był członkiem Kwartetu Polskiego Radia i Telewizji. Zespół ten nazywany był także Kwartetem Mistrzów (tworzyli go, obok J. Marchwińskiego: Konstanty Andrzej Kulka – skrzypce, Stefan Kamasa – altówka i Roman Jabłoński – wiolonczela). J. Marchwiński partnerował czołowym polskim artystom, m.in. śpiewakom: Stefanii Woytowicz, Andrzejowi Hiolskiemu, Edmundowi Kossowskiemu, Teresie Żylis-Garze, skrzypkom: Konstantemu Andrzejowi Kulce, Wandzie Wiłkomirskiej, Krzysztofowi Jakowiczowi. Najczęściej występował z żoną, śpiewaczką Ewą Podleś.
Dokonał licznych nagrań radiowych, telewizyjnych dla radiofonii i stacji telewizyjnych krajowych i zagranicznych, a także szeregu nagrań płytowych. Brał udział w nagraniach 25 płyt długogrających (wydanych przez Polskie Nagrania), z których większość posiada swoje reedycje na płytach kompaktowych. Należy do nich m.in. rejestracja kompletu dzieł na skrzypce i fortepian Karola Szymanowskiego, za które wraz z Andrzejem Kulką Marchwiński otrzymał Nagrodę Prezesa Polskiego Radia i Telewizji.

### Działalność pedagogiczna i naukowa
Obok działalności artystycznej prowadził działalności pedagogiczną. Od 1954 roku pracował w Akademii Muzycznej im. F. Chopina w Warszawie (od 1984 – profesor zwyczajny). W wyniku jego starań została powołana w 1978 roku Katedra Kameralistyki Fortepianowej, która stała się aktywnie działającą jednostką naukowo-dydaktyczną. W późniejszym okresie działalność Katedry uległa zawieszeniu, by w 1998 roku odrodzić się ponownie pod postacią Zakładu Kameralistyki Fortepianowej, powołanego na Wydziale Fortepianu, Klawesynu i Organów. W 2002 roku Zakład przekształcił się ponownie w samodzielną Katedrę Kameralistyki Fortepianowej.
J. Marchwiński, obok pracy w warszawskiej uczelni, wykładał także w Kanadzie i Stanach Zjednoczonych.

Był także autorem szeregu publikacji poświęconych zagadnieniom kameralistyki fortepianowej i gry zespołowej, publikowanych na łamach m.in. „Ruchu Muzycznego” oraz w Zeszytach Naukowych Akademii Muzycznej im. F. Chopina w Warszawie. W publikacjach tych kładł nacisk na postawę partnerstwa w muzyce jako podstawy gry zespołowej. Omawia podstawowe problemy profesjonalne i psychologiczne partnerstwa. Ponadto, kładzie nacisk na zmianę myślenia w świadomości społecznej, która udział pianisty w grze zespołowej sprowadza do roli wyłącznie akompaniatora. Pojęcie to obniża rangę pianisty, którego udział w grze zespołowej (w tym zwłaszcza w układach dwuosobowych) jest równoprawny i partnerski. Zdaniem Jerzego Marchwińskiego:
„Wszędzie, nie tylko w Polsce, wydziały fortepianu kojarzone są wyłącznie z graniem indywidualnym, solowym. Podobnie jak pojęcie pianisty, w tradycyjnym odczuciu, kojarzone jest wyłącznie z graniem solowym. Pianista, który nie gra sam, jakby pianistą być przestawał. Granie zespołowe pianistów ustawiane jest w roli głównie usługowej. Jest to rola fałszywa, szkodliwa artystycznie i psychologicznie. Relacje pomiędzy grającymi w zespole opierają się przecież na relacjach partnerskich, a nie apriorycznym założeniu uprzywilejowania jednych i subordynacji drugich. Aktywność profesjonalna pianisty ma bowiem dwie różne, ale jednakowo ważne, formy: granie solowe i granie zespołowe. W obydwu – oczekiwania perfekcji są identyczne”.

### Działalność organizacyjna
Ponadto Jerzy Marchwiński zasiadał wielokrotnie w jury licznych krajowych i międzynarodowych konkursów muzycznych. W Polsce brał udział, jako juror, w znacznej większości konkursów muzyki kameralnej i konkursów wokalnych, m.in. w takich, jak: Międzynarodowy Konkurs Wokalny im. Stanisława Moniuszki oraz konkurs o Nagrodę im. Andrzeja Hiolskiego.
Udzielał się także jako organizator i animator życia muzycznego. Pełnił funkcję wiceprezesa Zarządu Głównego Stowarzyszenia Polskich Artystów Muzyków. Z jego inicjatywy powołane zostało w 1991 roku w Paryżu Stowarzyszenie Polskich Artystów Muzyków we Francji (Association des Artistes Musiciens Polonais en France).

## Życie prywatne
Był dwukrotnie żonaty; pierwszą źoną był śpiewaczka Halina Słonicka. Ich córka, Anna Marchwińska, jest pianistką. Drugą żoną była śpiewaczka Ewa Podleś.

## Nagrody i odznaczenia
- Nagroda I stopnia Ministra Kultury i Sztuki
- Srebrny Medal „Zasłużony Kulturze Gloria Artis” (2015)[6]
- Złoty Krzyż Zasługi
- Krzyż Kawalerski Orderu Odrodzenia Polski (2010)[7]

## Ważniejsze publikacje
- Jerzy Marchwiński, O partnerstwie w muzyce, Wydawnictwo Akademii Muzycznej im. Fryderyka Chopina w Warszawie, 2001
- Jerzy Marchwiński, Partnerstwo w muzyce, PWM, 2010
- Jerzy Marchwiński, Kameralistyka fortepianowa, Wydawnictwo Uniwersytetu Muzycznego Fryderyka Chopina w Warszawie, 2014

## Dyskografia CD (wybór)
- Marta Ptaszyńska, Pieśni rozpaczy i samotności – Ewa Podleś (kontralt), Jerzy Marchwiński (fortepian), Polskie Nagrania CD 075, 1991
- Duety (Mendelssohn, Brahms, Schumann) – Ewa Podleś (kontralt), Joanna Kozłowska (sopran), Jerzy Marchwiński (fortepian), ISR 002
- Karol Szymanowski, vol. 1–6, Polskie Nagrania, PNCD 062–067 – m.in. Jerzy Marchwiński (fortepian – udział w nagraniu pieśni i utworów kameralnych)